# Tamale-Stadion
Das Tamale-Stadion ist ein Fußball- und Leichtathletikstadion in Tamale, einer Stadt im Norden Ghanas.
Es verfügt über 21.017 Sitzplätze und wurde anlässlich der Fußball-Afrikameisterschaft 2008 neu erbaut. Seitdem dient es als Heimspielstätte des Vereins Real Tamale United.